# Plateformisme
Pour les articles homonymes, voir Plateforme.
 (mai 2018).
Si vous disposez d'ouvrages ou d'articles de référence ou si vous connaissez des sites web de qualité traitant du thème abordé ici, merci de compléter l'article en donnant les références utiles à sa vérifiabilité et en les liant à la section « Notes et références ».

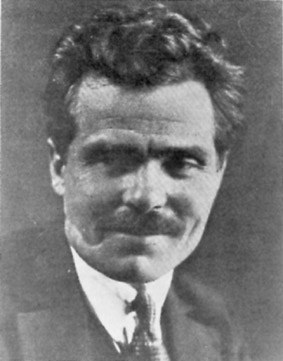
Nestor Makhno, vers 1925. Makhno est l'un des initiateurs de la réflexion plateformiste.

Le terme plateformisme est une forme d'organisation inspiré d'un texte communiste libertaire de 1926, la « Plate-forme organisationnelle de l’union générale des anarchistes » également appelé Plate-forme d’organisation des communistes libertaires ou par raccourci Plate-forme d'Archinov, bien qu'il ait été écrit par cinq personnes : Archinov, Nestor Makhno, Ida Mett, Valesvsky et Linsky.
Le concept est forgé dans un débat qui anime l'immigration anarchiste russe en France.

## Historique
Ces anarchistes russes en exil en France sont des rescapés du mouvement makhnoviste et, comme tous les exilés, réfléchissent beaucoup sur les raisons de leur échec politique. Ils publient pour la première fois la Plate-forme dans leur revue Dielo Trouda, en 1926. Leur intention est de rénover l'anarchisme après le double traumatisme qu'ont constitué la Première Guerre mondiale et l'échec de la conception libertaire de la révolution russe de 1917, avec la soumission des soviets par le Parti bolchevik.
Dans un contexte politique mondial nouveau, qui voit le déclin du syndicalisme révolutionnaire et de l'anarchisme au profit de la IIIe Internationale, la « Plate-forme organisationnelle » constitue une tentative — pas la seule, mais la plus ambitieuse — de redresser l'anarchisme qui tend à se replier sur lui-même et à se vivre davantage comme un milieu culturel que comme un mouvement politique.
L'une des clefs de ce « redressement » est la réaffirmation que l'anarchisme est un courant du mouvement ouvrier et non une philosophie culturelle. Pour ses auteurs, l'anarchisme doit extirper les « influences bourgeoises », extérieures au milieu ouvrier, qui sont en train de le dissoudre : l'individualisme libertaire est ici principalement visé.
Lors de son congrès de 1927, l'Union anarchiste communiste (UAC) française adopte la Plate-forme, mais elle abandonnera cependant ce fonctionnement en 1930, les militants ayant jugé son application trop rigide pour une petite organisation comme la leur. Par la suite d'autres organisations française se sont retrouvées avec des modes de fonctionnement plateformistes comme la Fédération communiste libertaire (FCL) et l'Union des travailleurs communistes libertaires (UTCL). Suivi d'Alternative libertaire (AL), la Coordination des groupes anarchistes (CGA) et l'Union communiste libertaire (UCL), pour qui la Plate-forme n'est plus aussi centrale mais reste une référence majeure, au point que ces organisations soient parfois qualifiées de néo-plateformistes.
En 1956, un nouveau mode de fonctionnement libertaire proche du plateformisme se développe en Amérique du Sud avec la Fédération anarchiste de Rio de Janeiro : le Spécifisme.

## Contenu[4]
La Plate-forme est composée de trois parties : une « partie générale », sur le capitalisme et la stratégie pour le renverser ; une « partie constructive », sur le projet communiste libertaire ; une « partie organisationnelle », sur le mouvement anarchiste lui-même.

### Partie «générale»
La « partie générale » affirme que l’anarchisme n’est pas une « belle fantaisie ni une idée abstraite de philosophie », mais un mouvement révolutionnaire ouvrier. Elle propose une grille d’analyse reposant sur le matérialisme et la lutte des classes comme moteur de l’histoire. 
Dans une situation révolutionnaire, l’organisation anarchiste doit proposer une orientation « dans tous les domaines de la révolution sociale : [celui de] la nouvelle production, celui de la guerre civile et de la défense de la révolution, de la consommation, de la question agraire, etc. Sur toutes ces questions et sur nombre d’autres, la masse exige des anarchistes une réponse claire et précise. » L’enjeu étant de « relier la solution de ces problèmes à la conception générale du communisme libertaire ».

### Partie «constructive»
La « partie constructive » propose justement un projet de société transitoire. La production industrielle devra suivre le modèle des soviets fédérés. Pour ce qui est de la consommation et de la question agraire, la Plate-forme se démarque du « communisme de guerre » de Lénine, qui consistait à spolier les campagnes pour nourrir les villes : « ce seront les paysans révolutionnaires qui établiront eux-mêmes la forme définitive de l’exploitation et de l’usufruit de la terre. Aucune pression du dehors n’est possible dans cette question. » 
La révolution espagnole, dix ans plus tard, apportera des réponses pratiques à cette question sur laquelle la Plate-forme reste prudente. Quant à la défense de la révolution, le modèle est – sans qu’elle soit citée – celui de la Makhnovchtchina : « caractère de classe de l’armée », « volontariat », « libre discipline », « soumission complète de l’armée révolutionnaire aux masses ouvrières et paysannes ». Ce que l’on retrouvera également dans les milices libertaires de l’été 1936.

### Partie «organisationnelle»
La « partie organisationnelle » décline quatre « principes fondamentaux » pour une organisation anarchiste :
- L’« unité théorique » : pour une rupture avec le côté « puzzle » de l’UAC, qui doit se définir clairement communiste libertaire.
- L’« unité tactique » : que les militantes et les militants agissent de concert, pas de façon dispersée ni contradictoire.
- La « responsabilité collective » est un appel à l’autodiscipline et à une rupture avec le consumérisme militant.
- Avec le « fédéralisme », une instance fédérale, soumise au mandat impératif, doit veiller à l’application des décisions de congrès.

## Controverse
La publication de la Plate-forme a suscité des débats et même des polémiques jusqu'en 1931, principalement en France, dans le milieu des réfugiés politiques russes, italiens et bulgares.
Nombre d'anarchistes, comme Sébastien Faure et Voline, la rejetteront, y voyant une tentative de « bolchevisation » de l'anarchisme. Ils y opposeront l'idée de « Synthèse » de l'anarchisme. La synthèse anarchiste vise à surmonter les divisions internes, tant théoriques qu’organisationnelles, du mouvement anarchiste. Voline propose une synthèse des différents courants du mouvement existants à l'époque : communiste libertaire, anarcho-syndicaliste et individualiste. D'après Voline, ces courants sont apparentés et proches les uns des autres, ils n’existent qu'à cause d’un malentendu artificiel. Il faut donc faire une synthèse théorique et philosophique des doctrines sur lesquelles ils reposent, après quoi on pourra en faire la fusion et envisager la structure et les formes précises d’une organisation représentant ces trois tendances.
En avril 1927, Voline et ses amis publient un pamphlet de 40 pages « Réponse à la Plate-forme ». Le ton en est polémique, les auteurs accusent les plate-formistes de vouloir « bolcheviser » l’anarchisme. Chaque point de la Plate-forme y est décortiqué et réfuté. Le caractère de classe de l’anarchisme est nié, l’anarchisme étant pour eux une conception « humanitaire et individuelle ». La partie constructive est comparée au « programme de transition » léniniste. Les principes organisationnels sont assimilés à de la discipline de caserne. Même la défense de la révolution, inspirée de la Makhnovchtchina, est réprouvée. Les auteurs de la Réponse y voient la « création d’un centre politique dirigeant, d’une armée et d’une police se trouvant à la disposition de ce centre, ce qui signifie, au fond, l’inauguration d’une autorité politique transitoire de caractère étatique ».
Quelques semaines plus tard, Piotr Archinov publie « La réponse aux confusionnistes de l'anarchisme ». La controverse entre synthétistes et plateformistes se poursuit jusqu’en 1931 : à l’accusation de « bolchevisme » des uns, répond celle de « dilettantisme » des autres. Les termes du débat n'ont guère évolué depuis.

## Anarkismo.net
Anarkismo.net est un réseau international communiste libertaire lancé le 1er mai 2005. Il s'agit concrètement un portail internet permettant aux organisations communistes libertaires de tendance plateformiste et spécifiste de mettre en commun des articles, des communiqués et autres informations traduits en plusieurs langues.